# La Foratata
La Foratata és un gran penyal rocós que s'eleva sobre la vila de Sallent de Gállego, a la província d'Osca. Té una alçada d'uns 2.341 metres. És el pic més emblemàtic del lloc.
Aquesta penya està formada per calcàries de l'era devoniana. Son calcàries recifals disposades en sinclinal sobre pissarres també devonianes.